# Teloché
Teloché är en kommun i departementet Sarthe i regionen Pays de la Loire i nordvästra Frankrike. Kommunen ligger i kantonen Écommoy som tillhör arrondissementet Le Mans. År 2022 hade Teloché 3 043 invånare.

## Befolkningsutveckling
Antalet invånare i kommunen Teloché
| Referens: INSEE |